# Juan Everardo Nithard
Juan Everardo Nithard (em alemão: Johann Eberhard Nithard; Castelo de Falkenstein, Alta Áustria; 8 de dezembro de 1607 - Roma, 1 de fevereiro de 1681) foi um jesuíta austríaco e válido durante a regência Maria Ana da Áustria.

## Biografia
Membro de uma família católica no Tirol, ele entrou na Companhia de Jesus aos 21 anos de idade, estudando no Colégio de Graz. O Imperador Fernando III o escolheu como confessor de seus filhos Leopoldo e Maria Ana.
Ele acompanhou a arquiduquesa Maria Ana da Áustria como seu confessor quando ela foi a Espanha para se casar com Filipe IV (1649). Na morte do rei, a viúva permaneceu como regente do reino durante a minoria de Carlos II, e Juan foi nomeado Inquisidor-geral (1666), cargo que lhe permitiu entrar na Junta de Regência, tornando-se a figura mais influente na Corte. A partir dessa data, ele atuou na prática como primeiro-ministro. Seus fracassos na guerra de devolução e o reconhecimento da independência de Portugal em 1668 lhe renderam a inimizade de João José da Áustria, que, apoiado pelo descontentamento popular geral e por meio de um pronunciamento militar, conseguiu que ele fosse banido da Espanha em 1669.
Após sua demissão, Nithard foi nomeado embaixador extraordinário em Roma, bispo de Agrigento, e mais tarde arcebispo titular de Edessa. Foi nomeado cardeal em 1672 pelo Papa Clemente X. Morreu em 1681, e foi sepultado na Igreja de Jesus em Roma.